# Chwile jak te
Chwile jak te – singel Kamila Bednarka, powstały w 2014 we współpracy z MC Staffem. Zapowiadał album Oddycham, który ukazał się w maju 2015. Przedpremierowo została wykonana podczas jubileuszowego 20. Przystanku Woodstock 31 sierpnia 2014. Utwór znalazł się na kompilacji Our Roots Are Here.

## Notowania
- POPLista RMF FM: 1[3]
- Złota Trzydziestka Radia Koszalin: 2[4]
- Gorąca 20 Radia Eska: 5[5]
- Przebojowa Lista Radia Via: 14[6]

## Teledysk
Premiera wideoklipu w serwisie YouTube odbyła się 15 września 2014, a do dziś (tj. październik 2017) odnotowano ponad 21 miliona odsłon. Scenarzystą i reżyserem obrazu jest Mateusz Winkiel, autorem zdjęć – Jakub Jakielaszek, a montaż wykonał Michał Berensztajn. Zrealizowany i wyprodukowany w Mania Studio teledysk powstał pod kierownictwem produkcyjnym Miłosza Sobiny.